# Tom Ford (chanson)
Pour le styliste, voir Tom Ford.
Singles de Jay-Z
Pound Cake
(2013) Drunk in Love
(2013)
Tom Ford est une chanson du rappeur américain Jay-Z, 2e single extrait de son 12e album studio Magna Carta... Holy Grail. La chanson contient des voix additionnelles non créditées de Beyoncé Knowles. Le titre est produit par Timbaland et Jerome "J-Roc" Harmon, tout comme la majorité du reste de l'album.

## Contenu
Le titre et le refrain de la chanson font référence au styliste américain Tom Ford. Jay-Z le mentionnait déjà dans sa collaboration avec Justin Timberlake, Suit and Tie, extraite de l'album The 20/20 Experience (« Tom Ford tuxedos for no reason »),. Tom Ford déclare par la suite être flatté d'être cité ainsi par le rappeur : « qui ne serait pas flatté pour avoir un titre entier de Jay-Z nommé ainsi ? Je veux dire, allons, qu'il est assez rare que quelque chose comme ça arrive. C'est une sorte de validation de mon travail, cela signifie que l'on a vraiment pénétré et eu un impact sur la culture populaire,. » Il ajoute adorer la phrase « I don't pop Molly, I rock Tom Ford ».
La chanson est nommée dans la catégorie meilleure performance rap aux Grammy Awards 2014.

## Promotion et sortie
Le 3 juillet 2013, la chanson apparaît dans une publicité de Samsung pour la sortie de Magna Carta... Holy Grail.
La chanson sort ensuite le 15 octobre 2013 sur les radios américaines

## Classements
| Pays - classement (2013)       | Meilleure position |
| ------------------------------ | ------------------ |
| Royaume-Uni (UK Singles Chart) | 164                |
| États-Unis (Hot 100)           | 39                 |
| États-Unis (R&B/Hip-Hop Songs) | 11                 |